# Colobus guereza
Colobus guereza (Гереза, колобус гереза) — вид приматів з роду Колобус (Colobus) родини мавпові. Назва перейнята з кушитських мов.

## Опис
Вага самців: 9,3-13,5 кг, самиць: 7,8-9,2 кг, довжина голови і тіла самців: 54,3-69,9 см, самиць: 52,1-67,3 см, довжина хвоста складає від 52 до 100 см. Це великі, відносно сильні тварини. Основний колір хутра чорний, білим обрамлене лице й u-подібна мантія довгого білого волосся, яке простягається вниз плечей і через нижню частину спини до густого білого пучка на кінчику хвоста. Обличчя сірого кольору, голе, ніздрі витягнуті. 

## Поширення
Країни проживання: Камерун, Центральноафриканська Республіка, Чад, Республіка Конго, Демократична Республіка Конго, Екваторіальна Гвінея, Ефіопія, Габон, Кенія, Нігерія, Руанда, Судан, Танзанія, Уганда. Цей вид зустрічається в низовинних і гірських тропічних вологих лісах та галерейних лісах.

## Стиль життя
Часто зустрічається у вторинних або деградованих лісах. Вони утворюють гаремні групи від 8 до 15 тварин, які складаються з одного самця, кількох самиць і дитинчат. Це денні тварини, які живуть в основному на деревах. Самці іноді утворюють холостяцькі групи, але вони не є постійними. Це територіальні тварини, група населяє територію близько 15 га. Ці тварини є травоїдними, з молоде листя складає основну частину раціону. Меншою мірою вони також їдять зріле листя, фрукти і бутони. Відомі хижаки: Stephanoaetus coronatus, Panthera pardus, Pan troglodytes.
У більшості випадків, не мають фіксованого шлюбного періоду. Після приблизно 175 днів вагітності, самиця народжує зазвичай одне дитинча. Відлучення від грудей здійснюється у віці близько шести місяців. Статева зрілість настає в близько 4 роки у самиць, самці приблизно у 6 років. Середня тривалість життя в неволі до 24 років.

## Загрози та охорона
Цей вид знаходиться під загрозою у частинах ареалу через втрати місць проживання в результаті збезлісення для деревини, перетворення в екзотичні лісові насадження і перетворення в сільськогосподарські землі. Це вид занесений до Додатка II СІТЕС і класу B африканської Конвенції про збереження природи і природних ресурсів. Зустрічається в ряді охоронних територій. 